# Kachelotplate
Die Kachelotplate ist ein Hochsand, der im niedersächsischen Wattenmeer der Nordsee liegt. Der Name leitet sich aus dem französischen Wort „cachalot“ für „Pottwal“ ab. Die Sandbank ist bereits 1840 in einer Landkarte der Region eingezeichnet und befindet sich heute etwa ein bis zwei Kilometer südwestlich der Insel Juist, ein bis zwei Kilometer westlich der Vogelinsel Memmert und rund drei Kilometer nordöstlich der Insel Borkum.
Die Kachelotplate wächst kontinuierlich. Bei mittlerem Hochwasser wird sie inzwischen nicht mehr überspült. Das macht sich auf der Nachbarinsel Memmert bemerkbar, deren Randdüne nun nicht mehr so stark angegriffen wird, weil die Kachelotplate als Wellenbrecher für Memmert fungiert. Solange die Dünenbildung gering war, wurde sie durch Wind und Strömung in Richtung Memmert verlagert.

## Entwicklung der Kachelotplate
Im Jahre 1975 hatte bereits ein wenig Sand beim mittleren Tidehochwasser herausgeragt, 2004 betrug die Fläche 230 Hektar, die sich auf einer Länge von drei Kilometern und einer Breite von bis zu einem Kilometer erstreckte. Die höchsten Erhebungen waren bis 2006 bis zu 2,5 m hohe Dünen mit erstem Grasbewuchs, die nach der schweren Orkanflut am 31. Oktober und 1. November 2006 jedoch wieder eingeebnet waren. Eine 2007 durchgeführte Laservermessung ergab eine Fläche von nur noch 172 Hektar.
In den Jahren danach hat sich der Entwicklungsprozess gewandelt: Die Kachelotplate ist seit Jahren durch Sandanwehungen immer größer geworden. Im Winter 2020/2021 sind die Primärdünen der Kachelotplate zum ersten Mal nicht überspült worden – ein Meilenstein auf dem Weg von einer Sandbank zu einer Insel. Wie Mitarbeiter des Nationalparks 2021 dokumentierten, sind erste Merkmale einer Salzwiese, wie verschiedene Zeigerpflanzen der unteren Salzwiese, also diverse Quellerarten und die Keilmelde, entdeckt worden. Ihr feines Wurzelwerk stabilisiert die Düne weiter. Die Tendenz, dass sie weiter auf die Insel Memmert zuwandert, ist damit gestoppt. Eine Vereinigung mit ihr dürfte sich auf längere Sicht nicht vollziehen. Noch zwischen 2002 und 2012 betrug die durchschnittliche Lageveränderung der Kachelotplate 33 Meter pro Jahr.

## Die Kachelotplate als Biotop
Die Kachelotplate gehört zur Schutzzone (Zone I) des Nationalparks Wattenmeer und darf nicht betreten werden. Auch darf sie nicht mit Booten umrundet oder unnötig mit Flugzeugen überflogen werden.
Im Januar 2006 konnte beobachtet werden, dass sich neben Seehunden auch eine Gruppe Kegelrobben auf der Kachelotplate niedergelassen hatte. Bei einer Begehung am 29. November 2006 wurden wieder zwei junge Kegelrobben gesichtet. Im Nordosten der Sandbank hat sich seither eine der größten Keggelrobbenkolonien an der deutschen Küste angesiedelt.
Die nach 2006 getroffene Annahme, dass sich am Ostende der Plate eine dauerhafte Kegelrobbenkolonie etablieren könnte, hat sich damit bestätigt.

Sandbank mit Seehunden und Kegelrobben
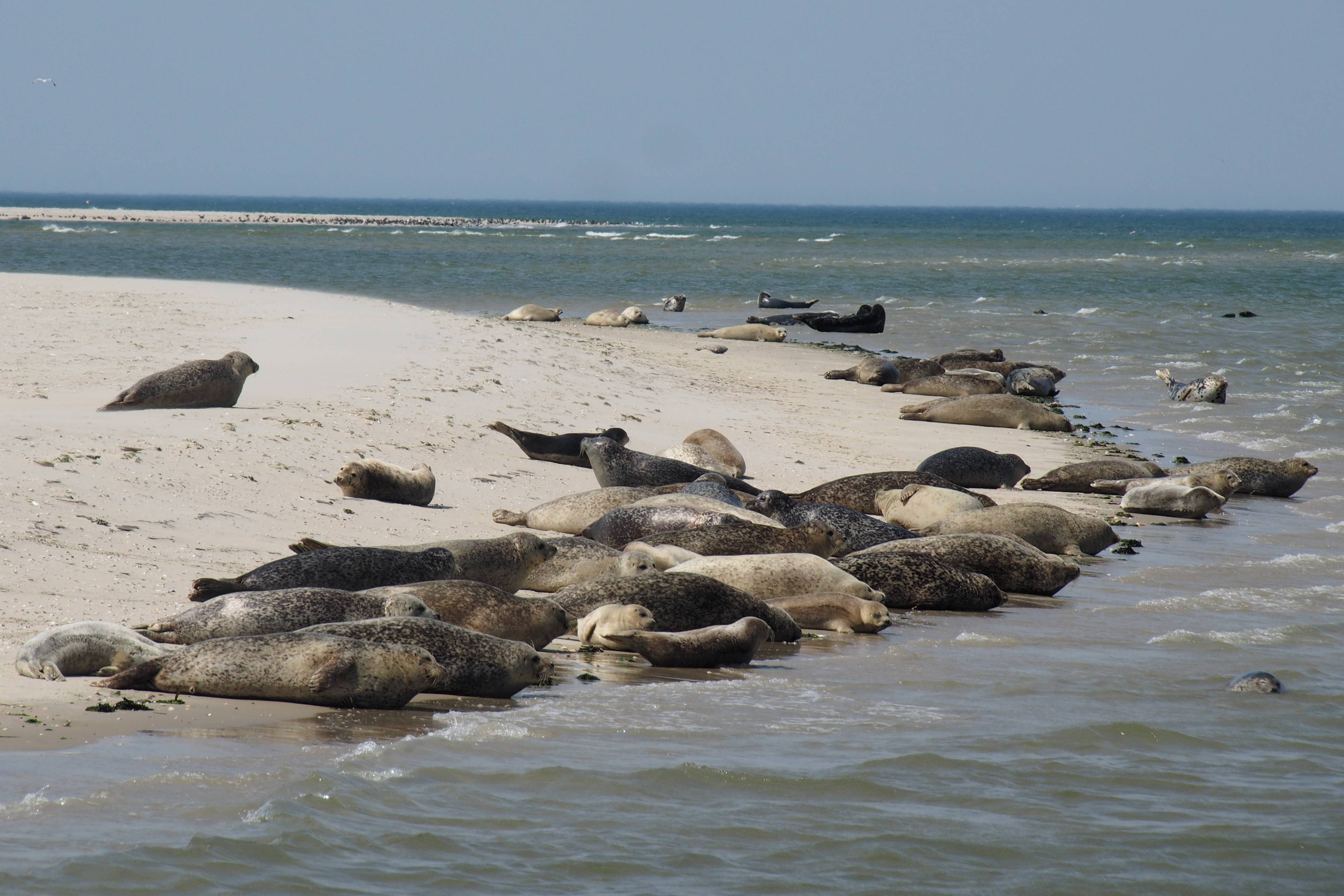